# Nowe Miasto (Rzeszów)
Nowe Miasto – część Rzeszowa, dzielnica niestanowiąca jednostki pomocniczej gminy. Jednostki pomocnicze Rzeszowa stanowią - osiedle Nowe Miasto, osiedle Paderewskiego oraz osiedle Mieszka I, które pokrywają się terenem z dzielnicą Nowe Miasto. Dzielnica ta to w większości klasyczne osiedla bloków, mimo tego potrafi zaskoczyć swą estetyką i kolorytem. Występuje tu też zabudowa jednorodzinna i szeregowa. Atutem dzielnicy jest dobra komunikacja z centrum miasta. Ułatwiło ją otwarcie w ostatnich latach Mostu Zamkowego. 
W Nowym Mieście ukształtowała się w ostatnich latach mała dzielnica handlowa - znajdują się tu m.in. hipermarkety Castorama, Leclerc, Media Markt, galerie handlowe „Plaza”, „Respan”, „Capital Park” oraz nowoczesny obiekt „Millenium Hall”.
Jeden z większych problemów to brak wystarczającej ilości zieleni i terenów rekreacyjnych. Nowe Miasto, pomimo że nie jest obszarem historycznym, uznawane jest za odrębną dzielnicę ze względu na swoją specyfikę i charakterystyczne warunki funkcjonowania.